# Премия имени П. П. Бажова

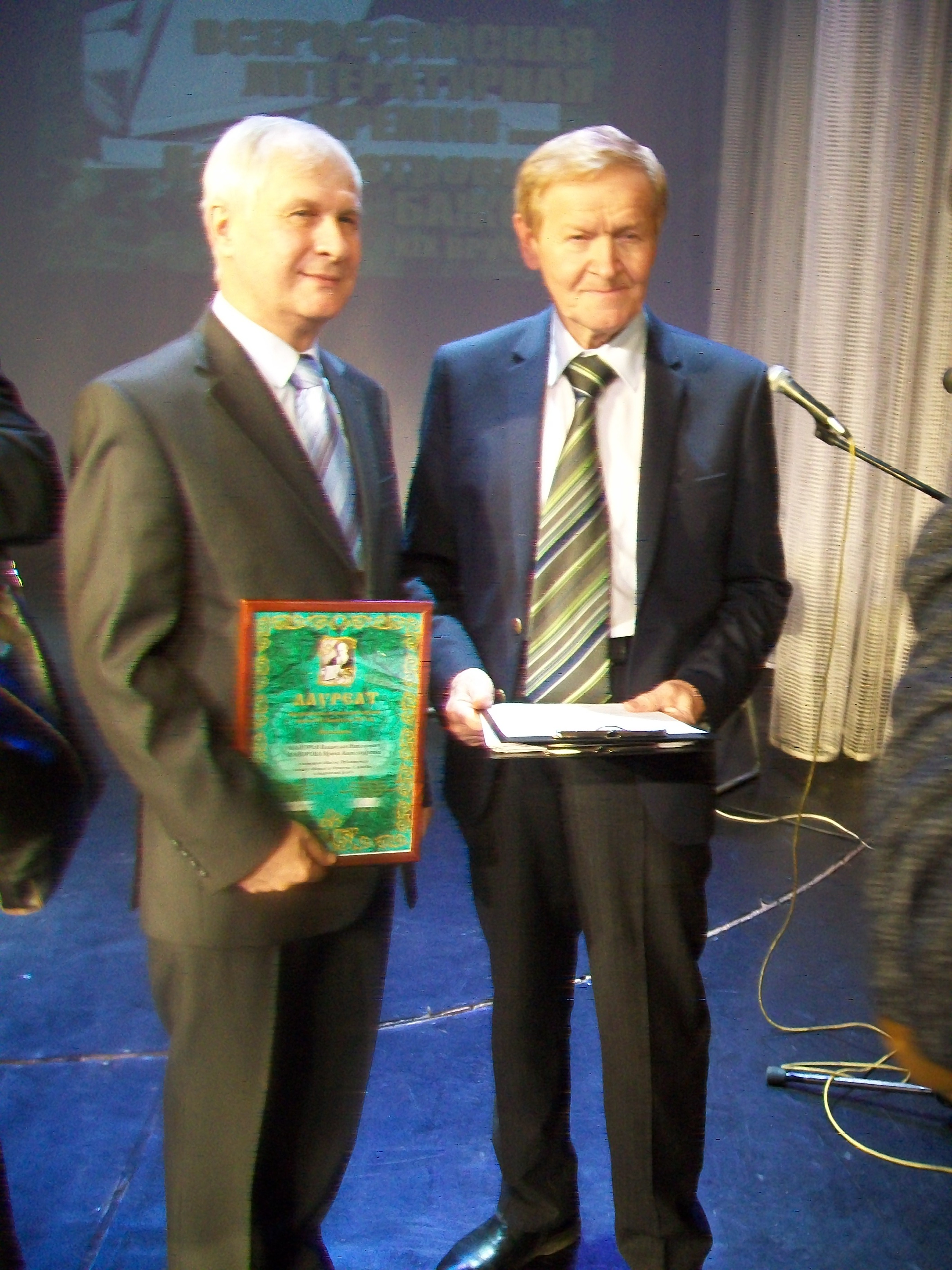
Председатель жюри Премии Леонид Быков (справа) и Владислав Майоров (лауреат премии за 2017 год). На церемонии вручения 28 января 2018 года

Премия имени П. П. Бажова — всероссийская литературная премия, учреждённая в честь писателя Павла Петровича Бажова.

## Положение о премии
Литературная премия имени П. П. Бажова учреждена в 1999 году — в ознаменование 120-летия со дня рождения писателя, в знак уважения его памяти и для стимулирования литературной деятельности в русле заложенных им традиций.
Учредители премии — Екатеринбургское отделение Союза писателей России и «Фонд Тимофеева».
Размер премии имени П. П. Бажова меняется год от года. Кроме денежной суммы лауреату премии вручаются диплом и памятная медаль.
По согласованному решению учредителей сумма премии и общее количество премий могут быть изменены. Ежегодно на основании конкурса присуждается до пяти премий имени П. П. Бажова по номинациям: проза, поэзия, драматургия, публицистика (эссеистика, краеведение, иные виды «прикладной прозы»), литературно-художественная критика. Система номинаций может уточняться жюри в соответствии с реальной ситуацией в литературе Урала в конкретном году.
В конкурсе на соискание премии имени П. П. Бажова могут участвовать литературные произведения любых жанровых и композиционных форм (роман, повесть, пьеса, книга или журнальная подборка рассказов, книга стихов, а также значительные работы в области литературоведения, критики, краеведения, публицистики), опубликованные за последний год перед присуждением премии. Порядок выдвижения соискателей на премию имени П. П. Бажова не регламентирован. Свои предложения на этот счёт могут вносить областные писательские организации Союза писателей России и Союза российских писателей, Объединённый музей писателей Урала, библиотеки, редакции литературно-художественных журналов, книжные издательства, учебные заведения и другие организации, коллеги-литераторы, а также сам оргкомитет. Оргкомитет же наделён правом первичного отбора выдвинутых на премию произведений, исходя из соответствия их условиям конкурса.
Вручение премии организуется как торжественный публичный акт и приурочивается к очередной годовщине со дня рождения Павла Бажова — 27 января.

## История
Премия учреждена в 1999 году, к 120-летнему юбилею писателя Павла Петровича Бажова.

## Лауреаты

### I вручение (за 1999 год)
Лауреаты:
- Юрий Казарин — за книгу стихов «Поле зрения»;
- Михаил Найдич, поэт-фронтовик — за книгу стихов «Неизбежность горизонта»;
- Ольга Славникова — за роман «Один в зеркале»;
- Венедикт Станцев, поэт-фронтовик — за книгу стихов «Смотрю я памяти в глаза»;
- Дмитрий Суворов — за очерк «Все против всех. Неизвестная гражданская война».

### II вручение (за 2000 год)
Лауреаты:
- Александр Кердан — за роман «Берег отдалённый» ;
- Нина Ягодинцева — за книгу стихов «На высоте метели»;
- Николай Корсунов — за роман «Высшая мера» ;
- Юлия Матафонова — за сборник очерков «Кумиры сцены»;
- Елена Хоринская (Котвицкая) — за вклад в развитие Уральской литературы и пропаганду творчества П. П. Бажова;
- Коллектив авторов (Юний Горбунов, Юрий Шинкаренко, Сергей Елисеев, Александр Новосёлов) — за книгу исторических очерков «На государевой дороге».

### III вручение (за 2001 год)
Лауреаты:
- Николай Корепанов — за книгу «В раннем Екатеринбурге (1723—1781)»;
- Константин Мамаев — за книгу «Письмо и речь»;
- Михаил Васильевич Резинкин — за поэму-сказку «Кот Баюн»[2];
- Николай Семёнов (Вячеслав Коркодинов) — за книгу стихов «Озимь».

### IV вручение (за 2002 год)
Лауреаты:
- Нина Горланова — за роман «Можно. Нельзя. Можно»;
- Николай Коляда — за сборник пьес «Кармен жива»;
- Андрей Комлев — за цикл литературных портретов;
- Вадим Месяц — за роман «Лечение электричеством»;
- Майя Никулина — за книгу «Камень. Пещера. Гора».

### V вручение (за 2003 год)
Лауреаты:
- Владимир Блинов — за сборник прозы «Монастырская роща»;
- Герман Дробиз — за повесть «Мальчик» в сборнике «Свидетель»;
- Виктор Канайкин, Анатолий Матвиенко — за энциклопедический народный календарь «Месяцеслов»;
- Валентин Лукьянин — за цикл литературно-критических работ;
- Анатолий Новиков — за сборник рассказов и клейм «Буколики»;
- Юрий Седов (Юрий Фоос) — за сборник стихов «На окраине века»;
- Николай Тимофеев — за преданное служение уральской литературе.

### VI вручение (за 2004 год)
Лауреаты:
- Сергей Беляков — за цикл литературно-поэтических работ;
- Алексей Иванов — за краеведческую работу «Вниз по реке Теснин»;
- Валерий Исхаков — за роман «Жизнь ни о чём»;
- Николай Мережников — за две подборки стихов в журнале «Урал»;
- Арсен Титов — за рассказы «Кавказские новеллы».

### VII вручение (за 2005 год)
Лауреаты:
- Владислав Крапивин — за романы «Стеклянные тайны Симки Зуйка» и «Топот шахматных лошадок»;
- Александр Чуманов — за прозаические произведения в журнале «Урал»;
- Борис Телков — за книгу прозы, обращённую к судьбам писателей разных эпох;
- Лариса Надеждина — за повествование, поддерживающее душевную стойкость и жажду жизни;
- Олег Капорейко — за книгу лирических зарисовок;
- Николай Година — за книгу избранных стихотворений.

### VIII вручение (за 2006 год)
Лауреаты:
- Андрей Ильенков — за поэтический портрет своего поколения;
- Юлия Кокошко — за произведение, развивающее традиции русской метафорической прозы;
- Игорь Одиноков — за психологическую художественную прозу в традициях русского реализма;
- Андрей Санников — за открытие и реализацию новых стихотворных форм;
- Евдокия Турова (Валентина Ивановна Овчинникова) — за художественную прозу, раскрывающую историческое прошлое Урала;
- Юрий Конецкий — за собрание сочинений в трёх томах.

### IX вручение (за 2007 год)
Лауреаты:
- Валентин Блажес, Мария Литовская — за создание «Бажовской энциклопедии»;
- Юрий Беликов — за книгу избранных стихов «Не такой»;
- Валентин Курбатов — за книгу «Долги наши. Валентин Распутин: чтение через годы»;
- Любовь Ладейщикова — за сохранение и развитие лучших традиций отечественной поэзии;
- Юрий Левин — за создание литературных портретов в книге «Автографы»;
- Вадим Осипов — за осуществление поэтических замыслов в книге «Дальние поездки»;
- Ольга Сидонова — за труд «Крепостные художники Демидовых. Училище живописи. Худояровы XVIII—XIX веков»;
- Татьяна Четверикова — за книгу лирической поэзии «После лета».

### X вручение (за 2008 год)
Лауреаты:
- Владимир Бабенко — за книгу «Музы русской литературы» ;
- Сергей Борисов — за книгу «Небо времени»;
- Тамара Катаева — за книгу «Алексей Решетов. Материалы к биографии»;
- Михаил Немченко — за книгу повестей и рассказов «Плот»;
- Наталья Паэгле — за исследование судьбы жертв политических репрессий;
- Светлана Семёнова — за книгу «Пламя и камень».

### XI вручение (за 2009 год)
Лауреаты:
- Евгений Касимов — за книгу «Физиология Екатеринбурга»;
- Николай Шилов — за воплощение детского взгляда на мир в книге стихов «Полёт над васильками»;
- Зоя Прокопьева — за представление жизнестойкости русского народа в романе «Своим чередом»;
- Олег Раин (Андрей Щупов) — за роман «Отроки до потопа»[3]

### XII вручение (за 2010 год)
Лауреаты:
- Нина Буйносова — за продолжение и развитие русских сказовых традиций в книге «Студёный день»;
- Евгения Изварина — за создание многомерного поэтического пространства в книге стихов «Времени родник»;
- Елена Габова — за цикл рассказов и повестей, раскрывающих мир и проблемы современного подростка;
- Герман Иванов — за гармоническое философское отражение связи человека и природы в книге лирических стихотворений «Весло и лодка»[4].

### XIII вручение (за 2011 год)
Лауреаты:
- Владимир Виниченко — за книгу стихотворений для детей младшего школьного возраста «День дарения или Добро побаловать»;
- Тамара Михеева — за художественное раскрытие темы преодоления одиночества и обретения семьи в повести «Лёгкие горы»;
- Слава Рабинович — за вклад в развитие литературного диалога между странами и народами;
- Алексей Рыжков — за создание литературного и художественного образа Екатеринбурга в жанре занимательного краеведения в книге «Нарисованный город»;
- Андрей Юрич (Андрей Иванов) — за современный роман взросления «Ржа».

### XIV вручение (за 2012 год)
Лауреаты:
- Эдуард Веркин — за роман «Облачный полк»;
- Алексей Мосин — за создание исторического исследования «Род Демидовых»;
- Станислав Набойченко — за трёхтомник «Тридцать пять лет с УПИ: из воспоминаний ректора»;
- Екатерина Полянская — за книгу стихотворений «Воин в поле одинокий»;
- Игорь Сахновский — за книгу рассказов «Острое чувство субботы: восемь историй от первого лица».

Специальный диплом премии:
- Ильдар Артемьев — за книгу рассказов «Кайгородская быль»;
- Иван Коверда — за книгу «История фотографии в фотографии истории».

### XV вручение (за 2013 год)
Лауреаты:
- Аркадий Застырец — сборник новелл « Materies : книгах о вещах и веществах»;
- Николай Болдырев — малое собрание сочинений Райнера Марии Рильке;
- Ольга Колпакова — «Это всё для красоты»;
- номинация «Лучшая литературоведческая работа» — Елена Приказчикова,Олег Зырянов, Лариса Соболева, Пётр Мангилёв, Елена Созина, за проект «История литературы Урала. Конец XIV—XVIII в.»[5].

### XVI вручение (за 2014 год)
Лауреаты:
- Нина Владимировна Александрова — за книгу стихов «Небесное погребение»;
- Андрей Петрович Расторгуев — за книгу стихов «Русские истории»;
- Татьяна Калужникова — за этнографическое исследование «Уральская свадьба»;
- Евгений Михайлович Чигрин — за книгу стихов «Неспящая бухта».

### XVII вручение (за 2015)
Лауреаты:
- номинация «Мастер. Поэзия» — Виталий Кальпиди, за книгу стихотворений «IZBRANNOE»;
- Номинация «Мастер. Проза» — Николай Коляда;
- номинация «Польза дела» — Международный фестиваль фантастики «Аэлита»[6][7].

### XVIII вручение (за 2016 год)
Лауреаты:
- «Мастер. Поэзия» — Владислав Дрожащих, «Терем дальний и высокий»;
- «Мастер. Проза» — Анна Матвеева, «Горожане»;
- «Мастер. Публицистика» — Анатолий Омельчук, «Сибирь — сон бога»;
- «Польза дела» — Дмитрий Карасюк, «История свердловского рока 1961—1991. От „Эльмашевских битлов“ до „Смысловых галлюцинаций“» и «Свердловская рок-энциклопедия: „Ритм, который мы…“»[8][9][10].

### XIX вручение (за 2017 год)
Лауреаты:
- «Мастер. Проза» — Ярослава Пулинович, сборник избранных пьес «Победила я»;
- «Мастер. Поэзия» — Альберт Зинатуллин, книга стихов «Третья сторона бумаги»;
- «Мастер. Публицистика» — Владислав Майоров, книга о российском подводном атомном флоте «Мощью за Отечество»;
- «Польза дела» — фестиваль «Толстяки на Урале»[11].

### XX вручение (за 2018 год)
Лауреаты:
- номинация «Мастер. Проза» — Алексей Сальников, роман «Опосредованно»;
- номинация «Мастер. Поэзия» — Алексей Остудин, книга стихотворений «Вишнёвый сайт»;
- номинация «Мастер. Публицистика» — Дмитрий Шеваров, просветительская рубрика «Календарь поэзии»[12][13].

### XXI вручение (за 2019 год)
Лауреаты:
- номинация «Мастер. Проза» — Олег Хафизов, «Пещий отрок»;
- номинация «Мастер. Поэзия» — Александр Вавилов, сборник «Корабельный кот»;
- номинация «Мастер. Публицистика» — Валерий Белоножко, монография «Ab ovo. Франц Кафка с самого начала»[14][15].

### XXII вручение (за 2020 год)
Лауреаты:
- номинация «Мастер. Проза» — Роман Сенчин, повести «Петля» и «У моря»;
- номинация «Мастер. Поэзия» — не присуждалась.
- номинация «Мастер. Публицистика» — Анатолий Курчаткин, сборник эссе «Открытый дневник»[16].

### XXIII вручение (за 2021 год)
Лауреаты:
- номинация «Мастер. Проза» — Владимир Голубев, за сборник сказок «Летучий корабль»;
- номинация «Мастер. Поэзия» — Василий Струж, за сборник стихов «Лёд не ведает греха»;
- номинация «Мастер. Публицистика» — Александр Титков, за подборку статей по исследованию духовной жизни коренных народов Сибири[17];
- номинация «Польза дела» — Александр Кофман, за фестиваль «Звёзды над Донбассом»; Александр Федосов, за книгу «Главный цветок Страны Советов»; Александр Гриценко, за проект «Интернациональный союз писателей»[18][19].

### XXIV вручение (за 2022 год)
Лауреаты:
- номинация «Мастер. Проза» — Ася Петрова (Анастасия Петрова), за роман «Свободная страна»;
- номинация «Мастер. Поэзия» — Юрий Кублановский, за поэтическую подборку «Жизнь проходила в одном эоне, но в разных его мирах»;
- номинация «Мастер. Публицистика» — Игорь Волгин, за научную статью «Неизвестный Достоевский»;
- номинация «Польза дела» — Андрей Ложкин, за международный литературный арт-фестиваль памяти Владимира Высоцкого «Я только малость объясню в стихе»; Сергей Чекмаев, за кросс-медийный проект «Метрономикон»[20]